# Leopoldina Rott
Leopoldina Rott, slovenska pisateljica, 13. november 1849, Ljubljana, † 26. september 1942, Ljubljana. 
Leta 1866 je zaključila učiteljišče, nato pa je od leta 1868 do 1873 delala kot učiteljica v Novem mestu. Po poroki s profesorjem Ivanom Kersnikom sta se preselila v Vinkovce, kjer je leta 1876 Ivan Kersnik umrl. Istega leta je sprejela učiteljsko službo v Černičah, leta 1883 pa je bila premeščena v Ajdovščino. Leta 1895 je bila ponovno premeščena, tokrat v Rihenberg, leta 1898 pa v Pevmo, kjer se je leta 1916 upokojila. Po upokojitvi se je preselila k bratu, župniku Gothardu Rottu v Zagorje ob Savi, nato se je preselila na Golič pri Slovenskih Konjicah, nazadnje pa v Ljubljano, kjer je leta 1942 umrla.
Objavljala je dramatične prizore in prozo v Vrtcu in Angelčku.